# Microtritia neonominata
Microtritia neonominata är en kvalsterart som beskrevs av Subías 2004. Microtritia neonominata ingår i släktet Microtritia och familjen Euphthiracaridae. Inga underarter finns listade i Catalogue of Life.